# 咲百合
咲百合（さゆり、1985年8月3日 - ）は、日本の元女子プロレスラー。

## 経歴
2019年
- 8月28日、新木場1stRINGでの紺乃美鶴戦でデビュー[1]。

2023年
- 1月から体調不良で欠場が続いていたが、12月30日付で我闘雲舞を卒業し、プロレス活動を終了。[2]

## 人物
- 選手カラーは赤と黒。

## テーマ曲
- 百合狂咲

## 得意技
咲百合固め